# Сіккімська мова
Сіккімська мова або бхутія (самоназва: Dranjongke) — сино-тибетська мова, якою розмовляють представники народу Бхутія, що мешкають переважно на території індійського штату Сіккім та Бутану. Загальне число носіїв близько 29 тисяч.